# Stínicí plachta

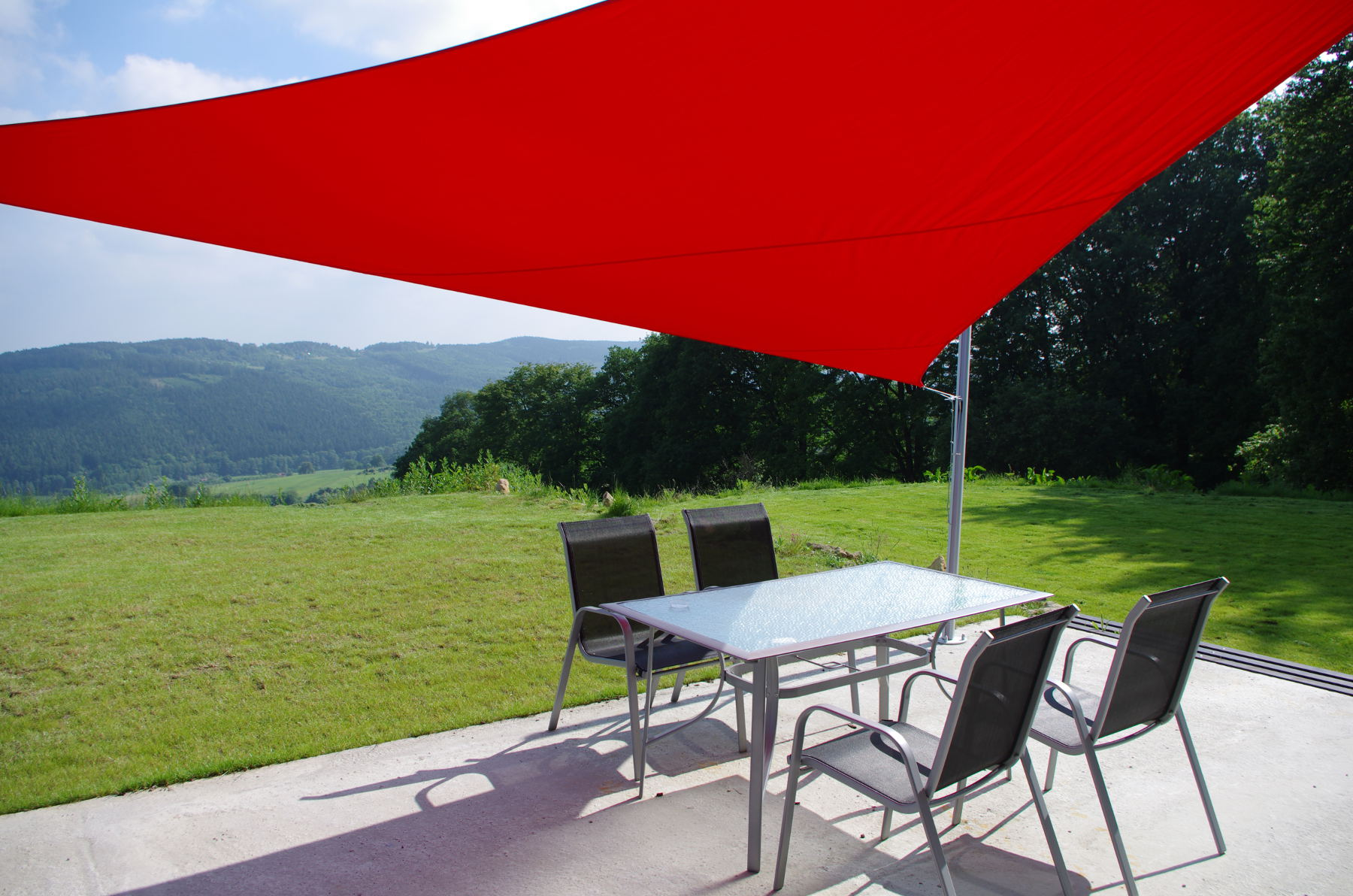
Trojúhelníková stínicí plachta

Stínicí plachty, někdy označované jako sluneční plachty, jsou určeny k zastínění venkovních prostor, jako jsou terasy, zahrady,  balkony nebo venkovní posezení. Často se používají jako estetická alternativa k tradičním stínícím prvkům, například pergolám nebo markýzám.

## Svinovací stínicí plachty
Svinovací stínicí plachty, využívají technologie a materiály běžně používané u plachetnic. Díky tomu vynikají vysokou odolností vůči povětrnostním vlivům a dlouhou životností.

## Pevné stínicí plachty
Pevné stínicí plachty jsou vyrobeny z materiálu, který je pevně připevněn ke kotvícím bodům. Vzhled těchto plachet je standardizovaný a využívají se zejména pro zastínění menších teras.

## Stínicí polohovací plachta
Stínicí polohovací plachta slouží k vytvoření flexibilního stínění, které lze snadno přizpůsobit aktuální poloze slunce. Kotví se do speciálních sloupků vybavených vodicí lištou, umožňující naklánění a polohování plachty. Alternativně lze plachtu upevnit přímo do fasády pomocí půlsloupků, které rovněž obsahují vodicí lištu. 

## Tvar, barvy a údržba
Plachty jsou dostupné ve standardizovaných tvarech, jako je trojúhelník, čtverec, obdélník nebo šestiúhelník, a nabízí se v široké škále barevných provedení. Ovládání je manuální. 
Plachty mohou být napnuté od jara do podzimu, přičemž se doporučuje je sundávat při silném dešti nebo větru přesahujícím rychlost 70 km/h. Látky jsou omyvatelné a lze je prát v automatické pračce na 40 °C. 